# Martin Ruhe
Pour les articles homonymes, voir Ruhe.
Martin Ruhe, né en 1965, est un directeur de la photographie allemand, notamment connu pour son travail sur le film Harry Brown (2009) de Daniel Barber.

## Biographie
Martin Ruhe a principalement travaillé sur des publicités et des clips vidéos. Il est aussi connu pour son travail sur deux films dirigés par Anton Corbijn, Control (2007), un biopic sur Ian Curtis, chanteur de Joy Division, et The American (2010), un thriller avec George Clooney.
En vidéo, il a travaillé, entre autres, pour Coldplay, Depeche Mode et Herbert Grönemeyer.

## Filmographie
- 1998 : Bonnie vs Clyde
- 1998 : Die Rosenfalle
- 2001 : A Goddamn Job (Ein göttlicher Job)
- 2002-2003 : Balko (série TV, 2 épisodes)
- 2005 : Jane Lloyd
- 2005 : Coldplay: Talk (vidéo)
- 2007 : Control
- 2009 : La Comtesse (The Countess)
- 2009 : Linear (vidéo)
- 2009 : Harry Brown
- 2010 : L'Américain (The American)
- 2011 : Page Eight (TV)
- 2014 : Dans le silence de l'Ouest (The Keeping Room) de Daniel Barber
- 2015 : Night Run (Run All Night)
- 2016 : American Pastoral
- 2018 : Counterpart (série TV, 5 épisodes)
- 2020 : Minuit dans l'univers (The Midnight Sky) de George Clooney
- 2023 : Ils étaient un seul homme (The Boys in the Boat) de George Clooney
- 2024 : The Amateur de James Hawes